# Emajl en Ronde Bosse
Emajl en ronde bosse je tehnika emajliranja razvijena u Francuskoj u kasnom 14. stoljeću. Rezultat rada u ovoj tehnici su male trodimenzionalne figure, odnosno reljefi u cijelosti prevučeni   emajlom. Tehnika se izvodi u srebru ili zlatu, a podloga na koju se nanosi emajl mora biti blago hrapava, kako bi što bolje na sebe primila emajl. Koristi se pretežno transparentne tj. prozirne emajle no mogu se koristiti i neprozirni. Tehnika je korištena i u vrijeme renesanse i baroka. Kasnije se ovom tehnikom krajem 19. stoljeća (sve do ruske revolucije) služio i čuveni Peter Carl Faberge.

## Vanjske poveznice
- Morse with the Trinity, c. 1400, National Gallery of Art, Washington
- Saint Catherine of Alexandria in ronde-bosse; and The Dead Christ with the Virgin, Saint John, and Angels, ca. 1390–1405, both from the Metropolitan Museum of Arts,